# 東城祐司
東城 祐司（とうじょう ゆうじ、1956年7月7日 - ）は、日本のテレビドラマプロデューサー、実業家。株式会社メディアミックス・ジャパン（MMJ）・株式会社キャスタークリエイト・ジャパン（CCJ）代表取締役社長。
石川県出身。

## 経歴
石川県立金沢二水高等学校卒業後、日本大学芸術学部放送学科に入学。在学中からラジオDJやテレビドラマ助監督チーフなどの仕事を多数経験し、1979年に卒業後、ドラマ制作会社・テレキャストに入社。1983年に「ひと夏の復讐」（MBS）でプロデューサーデビューした。
その後、PDSを経て、1993年にメディアミックス・ジャパン（MMJ）を設立し、取締役に就任。1999年に代表取締役社長となった。MMJでは「イグアナの娘」（テレビ朝日）では菅野美穂を主人公に起用し、また「傷だらけのラブソング」では中島美嘉を抜擢した。
ドラマ制作スタッフ入門養成講座・MMJドラマセミナー、ドラマ俳優養成ワークショップ・MMJワークショップを立ち上げている。

## 主なプロデュース作品

### ドラマ

#### 1980年代
- 「ひと夏の復讐」（第三作）（MBS/1983）
- 「特命刑事ザ・コップ」（ABC/1984）
- 「涙のリクエスト」（フジテレビ/1986）
- 「私の夫はルージュが似合う」（フジテレビ/1987）
- 「わが恋う人は」（フジテレビ/1988）
- 「残された手首」（テレビ東京/1988）
- 「美穂と静香のX'masスペシャル　ミスマッチ　男子禁制!?オシャレな二人のおかしな共同生活」（テレビ朝日/1988）
- 「有吉佐和子の母子変容」（フジテレビ/1989）
- 「ぼくらの疎開戦争!」（テレビ朝日/1989）

#### 1990年代
- 「体罰教室」（日本テレビ/1990）
- 「嫁・姑・貸し姑」（読売テレビ/1990）
- 「いけない女子高物語」（日本テレビ/1990）
- 「世にも奇妙な物語「死体くさい」「ゴミが捨てられない」「息づまる食卓」」（フジテレビ/1990）
- 「七人の女弁護士」「七人の女弁護士II」（テレビ朝日/1991）
- 「拝啓オグリキャップ様」（TBS/1991）
- 「ひとりで見てね」（TBS/1991）
- 「世にも奇妙な物語「歩く死体」「離れません」「８時50分」」（フジテレビ/1991）
- 「悪霊の午後」（読売テレビ/1992）
- 「綺麗になりたい」（読売テレビ/1992）
- 「花と龍」（TBS/1992）
- 「ひとりで見てね」（TBS/1992）
- 「七人の女弁護士III」（テレビ朝日/1993）
- 「嘘でもいいから」（読売テレビ/1993）
- 「君に伝えたい」（毎日放送/1994）
- 「大家族ドラマ・嫁の出る幕」（テレビ朝日/1994）
- 「雪の上で好きと言って」（新潟テレビ21/1995）
- 「禁じられた遊び (テレビドラマ)」（読売テレビ/1995）
- 「日本一短い『母』への手紙」（日本テレビ/1995）
- 「日本一短い『母』への手紙２」（日本テレビ/1995）
- 「シャドウ商会変奇郎」（テレビ朝日/1996）
- 「イグアナの娘」（テレビ朝日/1996）
- 「しようよ♡」「しようよ♡２」（テレビ朝日/1996）
- 「サンタが殺しにやって来た」（関西テレビ・フジテレビ系/1996）
- 「七人の女弁護士スペシャル」（テレビ朝日/1997）
- 「せいぎのみかた」（読売テレビ/1997）
- 「君の手がささやいている」（テレビ朝日/1997）ATP賞'98グランプリ受賞
- 「サンタが殺しにやって来た２」（関西テレビ・フジテレビ系/1997）
- 「おそるべしっっ!!!音無可憐さん」（テレビ朝日/1998）
- 「女教師」（テレビ朝日/1998）
- 「君の手がささやいている～第二章～」（テレビ朝日/1998）
- 「可愛いだけじゃダメかしら?」（テレビ朝日/1999）
- 「傷だらけの女」（関西テレビ・フジテレビ系/1999）
- 「君の手がささやいている～第三章～」（テレビ朝日/1999）
- 「傷だらけの女スペシャル」（関西テレビ・フジテレビ系/1999）

#### 2000年代
- 「月下の棋士」（テレビ朝日/2000）
- 「おばあちゃま、壊れちゃったの?」（テレビ朝日/2000）
- 「流れ星お銀!事件解決いたします」（TBS/2000）
- 「花村大介」（関西テレビ・フジテレビ系/2000）
- 「君の手がささやいている～第四章～」（テレビ朝日/2000）
- 「新宿暴走救急隊」（日本テレビ/2000）
- 「ルーキー!」（関西テレビ・フジテレビ系/2001）
- 「闇の脅迫者～江戸川乱歩の陰獣～」（テレビ東京/2001）
- 「ゼニゲッチュー!!」（日本テレビ/2001）
- 「傷だらけのラブソング」（関西テレビ・フジテレビ系/2001）
- 「君の手がささやいている～最終章～」（テレビ朝日/2001）
- 「ヨイショの男」（TBS/2002）
- 「アルジャーノンに花束を」（関西テレビ・フジテレビ系/2002）
- 「負け組キックオフ」（テレビ朝日/2002）
- 「特命係長 只野仁」（テレビ朝日/2003）
- 「ムコ入り刑事」（TBS/2003）
- 「アットホーム・ダッド」（関西テレビ・フジテレビ系/2004）
- 「マザー&ラヴァー」（関西テレビ・フジテレビ系/2004）
- 「鬼嫁日記」（関西テレビ・フジテレビ系/2005）
- 「ムコ入り刑事２」（TBS/2005）
- 「7人の女弁護士」（テレビ朝日/2006）
- 「結婚できない男」（関西テレビ・フジテレビ系/2006）
- 「鬼嫁日記 いい湯だな」（関西テレビ・フジテレビ系/2007）
- 「オトコの子育て」（朝日放送/2007）
- 「無理な恋愛」（関西テレビ・フジテレビ系/2008）
- 「白い春」（関西テレビ/2009）

#### 2010年代
- 「女帝薫子」（テレビ朝日/2010）
- 「ブラック・プレジデント」（関西テレビ/2014）
- 「まだ結婚できない男」（関西テレビ・フジテレビ系/2019）

### バラエティー

#### 1980年代
- 「鉄矢のゴルフ武者修行!」（テレビ東京/1988）
- 「ディベート」（フジテレビ/1989～1989）
- 「アボリアッツ国際ファンタスティック映画祭のすべて」（テレビ朝日）（1988～1991）
- 「東京国際ファンタスティック映画祭のすべて」（テレビ朝日）1988～1991）
- 「NONFIX」（フジテレビ/1989～1991）

#### 1990年代
- 「新・日本歴史概論」（フジテレビ/1991）
- 「東京横断占い師クイズ」（フジテレビ/1991）
- 「1×1」（毎日放送/1997）

#### 2000年代
- 「中島美嘉　奇跡の軌跡」（関西テレビ/2002）
- 「特命?高橋克典空を飛ぶ！ニュージーランド5日間の有休!～禁断の果実と秘湯・ワインの旅～」（テレビ朝日/2004）
- 「特命?永井大と島谷ひとみのニュージーランド物件探し！」（テレビ朝日/2005）
- 「特命高橋克典の実感マニアック旅行!inフランス」（テレビ朝日/2006）
- 「堺正章の憧れのパリ～モナコ最旬紀行～フランスで輝く日本人たち」（関西テレビ/2007）

### 映画
- ゴーストシャウト（東京テアトル/2004）
- 特命係長 只野仁 最後の劇場版（松竹/2008）